# راوية راجح
راوية راجح (1981-) هي صحفية مصرية تعمل كبيرة مستشاري برنامج الاستجابة للأزمات في منظمة العفو الدولية، كانت صحفية إذاعية وعُرفت بتغطيتها المتعمقة للقصص البارزة في جميع أنحاء الشرق الأوسط وأفريقيا، مثل حرب العراق، وأزمة دارفور في السودان، ومحاكمة صدام حسين، والربيع العربي، وصراع بوكو حرام في شمال نيجيريا، عملت مراسلة لشبكة الجزيرة الإنجليزية وحصلت على جائزة بيبودي [الإنجليزية] على تغطية الشبكة المقدمة للثورة المصرية 2011 والربيع العربي، ووثقت ذلك في كتاب "18 يومًا: الجزيرة الإنجليزية والثورة المصرية - (بالإنجليزية: 18 Days: Al Jazeera English and the Egyptian Revolution)‏"،  وكتاب «ميدان التحرير: داخل الثورة المصرية وانبعاث أمة»،  اختارت كلية الدراسات العليا للصحافة بجامعة كولومبيا قصتها الإخبارية التي بثتها في 25 يناير وهو اليوم الأول للثورة المصرية، كواحدة من «50 قصة عظيمة» أنتجها خريجو الجامعة خلال المئة عام عام الماضية،  وهي صحفية نشطة في وسائل التواصل الاجتماعي ووضعتها «واشنطن بوست» في قائمة تضم 23 حسابًا «يجب عليك متابعتها لفهم مصر»،  واختارتها مجلة فوربس الشرق الأوسط في قائمة تضم مئة حساب عربي للشخصيات الأكثر حضورًا على تويتر.

## المسيرة المهنية

### 2001-2006
بدأت رواية مسيرتها الصحفية كمُتدربة في وكالة أنباء أسوشيتد برس أثناء دراستها في الجامعة الأمريكية في القاهرة،  وبعد هجمات 11 سبتمبر بدأت العمل في الوكالة، وقدمت تقارير من مصر والولايات المتحدة والعراق والسودان وكينيا ولبنان وقطر والمملكة العربية السعودية والبحرين والإمارات العربية المتحدة لمختلف الأحداث والمناسبات، ومنها دور مصر في الحرب على الإرهاب، وحرب العراق، ومحاكمة صدام حسين، والحرب في دارفور،  وفي يناير 2004 أصبحت أول مراسلة إخبارية لوكالة أسوشييتد برس تُغطي موسم الحج السنوي في المملكة العربية السعودية.
أكملت راجح درجة الماجستير في الصحافة في 2006، في كلية الدراسات العليا للصحافة بجامعة كولومبيا في آيفي ليج في نيويورك.

### التلفاز
عملت راوية لشبكة أخبار الجزيرة الإنجليزية حديثة التأسيس في نوفمبر 2006، والتي تعمل على مدار الساعة، وبدأت العمل كمنتج في القناة،  وبحلول 2008 بدأت راوية في الظهور بانتظام على الهواء، وكتبت قصصًا عن «الهجمات في شبه جزيرة سيناء المصرية»، والإضراب العام المصري عام 2008،  وفي عام 2010 عينتها القناة مُراسلة مُتفرغة لشؤون العراق ومسؤولة عن مكتب بغداد.

## الأحداث

### الثورة المصرية والربيع العربي
كانت راوية في 25 يناير 2011 المُراسلة الوحيدة لقناة الجزيرة الإنجليزية المتواجدة في ميدان التحرير لتغطية الاحتجاجات خلال بداية الثورة المصرية عام 2011،  ووثقت تجربتها الكاملة في إعداد التقارير في كتاب "18 يومًا: الجزيرة الإنجليزية والثورة المصرية - (بالإنجليزية: 18 Days: Al Jazeera English and the Egyptian Revolution)‏" بقلم سكوت بريدجز،  وكتاب «ميدان التحرير: الداخل الثورة المصرية ونهضة أمة» بقلم أشرف خليل،  وأحتفظت الجامعة الأمريكية بتغريداتها الحية - التي كانت تستخدمها المنافذ الإخبارية الأخرى - في مجموعة مؤرشفة في مكتبة الكتب النادرة والمجموعات الخاصة بالقاهرة مع التغريدات الأخرى الموصى بها والمدونات وتقارير وسائل الإعلام المحلية والإقليمية التي تغطي الثورة المصرية.

كانت في مُقابلة مباشرة على الهواء للإبلاغ عن استقالة الرئيس السابق حسني مبارك في 11 فبراير حيث كانت تكتب تقارير من خارج قصر الاتحادية الرئاسي، وفي وقت لاحق من تلك الليلة من فوق ميدان التحرير المبتهج، وبعد دقائق من إعلان استقالة مبارك قالت:
واصلت راجح تغطية فترة ما بعد الثورة المضطربة في مصر لصالح الجزيرة حتى عام 2013، ومع استمرار الربيع العربي، غطت راوية اجتماعات الجامعة العربية بشأن الأحداث الجارية في المنطقة، وكتبت عن الحرب الأهلية السورية من الحدود السورية التركية.

### تقارير عن أفريقيا
بدأت راوية العمل كمراسل متنقل لقناة الجزيرة الإنجليزية في نيجيريا وكينيا ابتداءً من 2013،  وأعدت تقارير تتضمن تمرد بوكو حرام في شمال نيجيريا، وهجمات جماعة الشباب المسلحة على طول الحدود الكينية الصومالية، ومحاولة الانقلاب في جنوب السودان.

### العفو الدولية
في 17 أكتوبر 2016 أعلنت راوية عبر تويتر أنها انضمت إلى منظمة العفو الدولية كمستشار أول للأزمات لتحقيق في انتهاكات حقوق الإنسان في حالات الطوارئ.

## جوائز وتشريفات
- «جائزة دان إلدون الدراسية» التي تقدمها مؤسسة نادي الصحافة في الخارج، 2006.[20][21]
- «منحة رابطة الصحافة الأجنبية»، 2006.[20][22]
- «جائزة بيبودي» عن تغطية فريق الجزيرة الإنجليزية للصحوة العربية، [1][23] المُقدمة من كلية هنري وجرادي للصحافة والإعلام بجامعة جورجيا، 2012.
- أعظم 100 قصة في كلية كولومبيا للدراسات العليا للصحافة تم نشرها بواسطة الخريجون، 2014.[3][9]
- متحدثو منتدى برلين للأفلام الوثائقية الثالث، 2014.[24]
- زمالة «دارت سنتر أوتشبرج» في 2014.[18][25][26]